# Nathaniel García
Nathaniel García (Santa Flora, 24 aprile 1993) è un calciatore trinidadiano, centrocampista del Port of Spain e della nazionale trinidadiana.

## Carriera

### Club
Tra il 2015 ed il 2016, ha giocato cinque partite nella CONCACAF Champions League con il Central.

### Nazionale
Nel 2016 ha esordito in nazionale.

## Palmarès

### Club

#### Competizioni internazionali
- CFU Club Championship: 1

Central: 2015